# ベルグレン
ベルグレン (ドイツ語: Berglen) はドイツ連邦共和国バーデン＝ヴュルテンベルク州レムス＝ムル郡に属す町村（以下、本項では便宜上「町」と記述する）である。この町の行政機関はオッペルスボーム地区にある。

## 地理

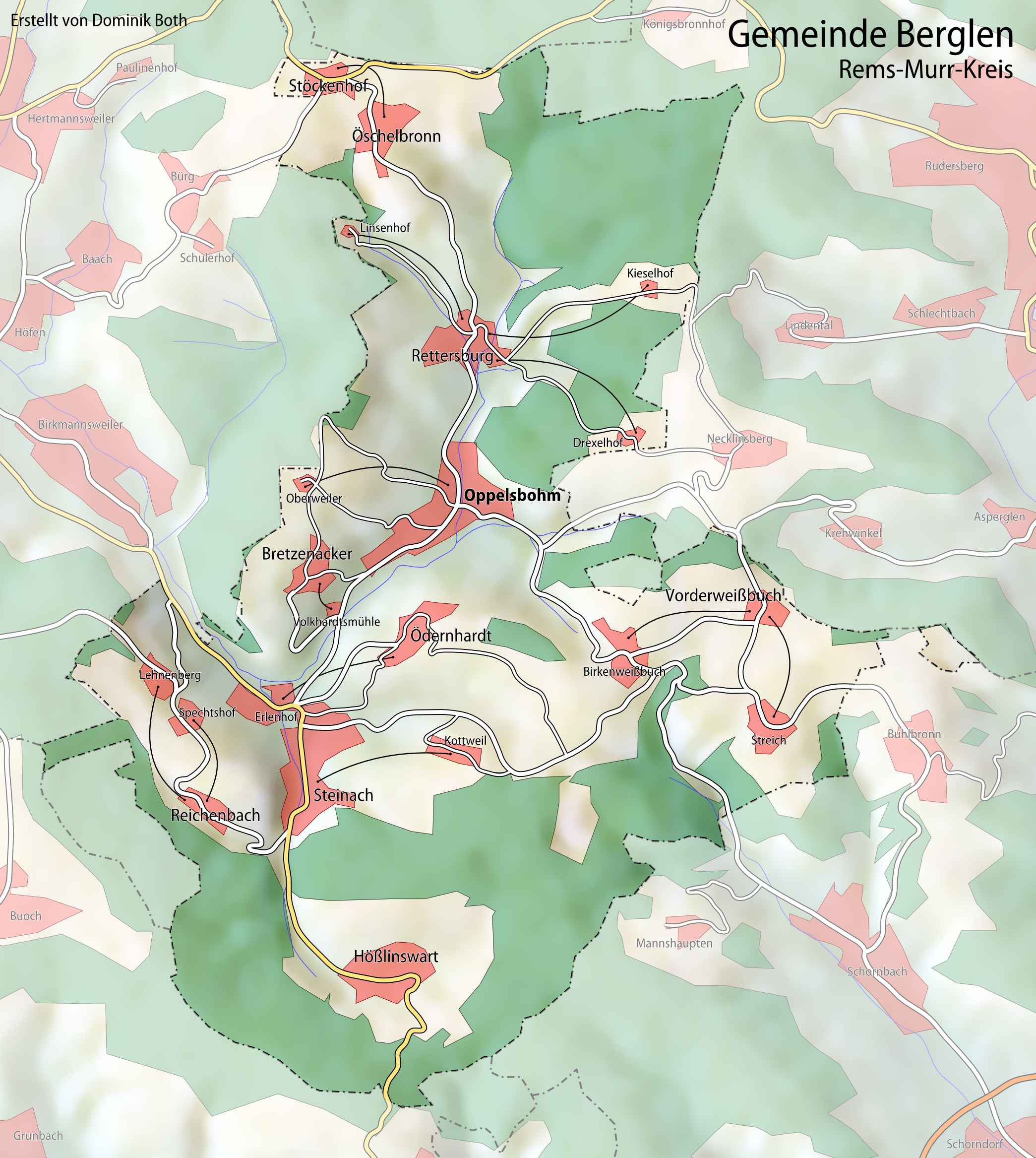
ベルグレンの地形図

### 位置
ベルグレンはシュトゥットガルトの東約 25 km、ショルンドルフ、ヴィネンデン、バックナングの間にある、ヴェルツハイムの森の西部突出部にあたるコイパー丘陵地ベルグレンの高さ 300 m から 450 m に位置している。大部分の集落は、ブーヒェンバッハ川の谷や、その斜面に存在する。

### 自治体の構成
自治体ベルグレンは、ブレッツェンアッカー、ヘスリンスヴァルト、エーデルンハルト、エシェルブロン、オッペルスボーム、ライヒェンバッハ・バイ・ヴィネンデン、レッタースブルク、シュタイナハ、フォルダーヴァイスブーフの各地区からなる、各地区には多くの村落、小集落、住宅地が属す。

### 土地利用
| 土地用途別面積 | 面積 (km2) | 占有率 |
| -------------- | ---------- | ------ |
| 住宅地         | 1.08       | 4.2 %  |
| 産業用地       | 0.19       | 0.7 %  |
| レジャー用地   | 0.11       | 0.4 %  |
| 交通用地       | 1.58       | 6.1 %  |
| 農業用地       | 13.49      | 52.2 % |
| 森林           | 8.79       | 34.0 % |
| 水域           | 0.08       | 0.3 %  |
| その他の用地   | 0.54       | 2.1 %  |
| 合計           | 25.86      |        |

出典: Statistisches Landesamt Baden-Württemberg

## 歴史
自治体ベルグレンは、1972年4月1日にそれまで政治的に独立していた町村であったブレッツェンアッカー、エーデルンハルト、エシェルブロン（シュテッケンホーフを含む）、オッペルスボーム、ライヒェンバッハ・バイ・ヴィネンデン、レッタースブルク、シュタイナハ、フォルダーヴァイスブーフが、ブーヒェンベルクという名称の下で合併して成立した。しかし、早くも同年12月27日にベルグレンと改名された。ヘスリンスヴァルトは1975年1月1日にベルグレンに合併した。
エシェルブロン、レッタースブルク、オッペルスボーム、ブレッツェンアッカー、シュタイナハは、1293年にロルヒ修道院の文書に初めて記録されている。この集落は1325年にヴィネンデン家の所領とともにヴュルテンベルク領となった。アデルベルク修道院アムトに属していた他の集落は、1534年頃の宗教改革の時代にヴュルテンベルク領となった。

## 住民

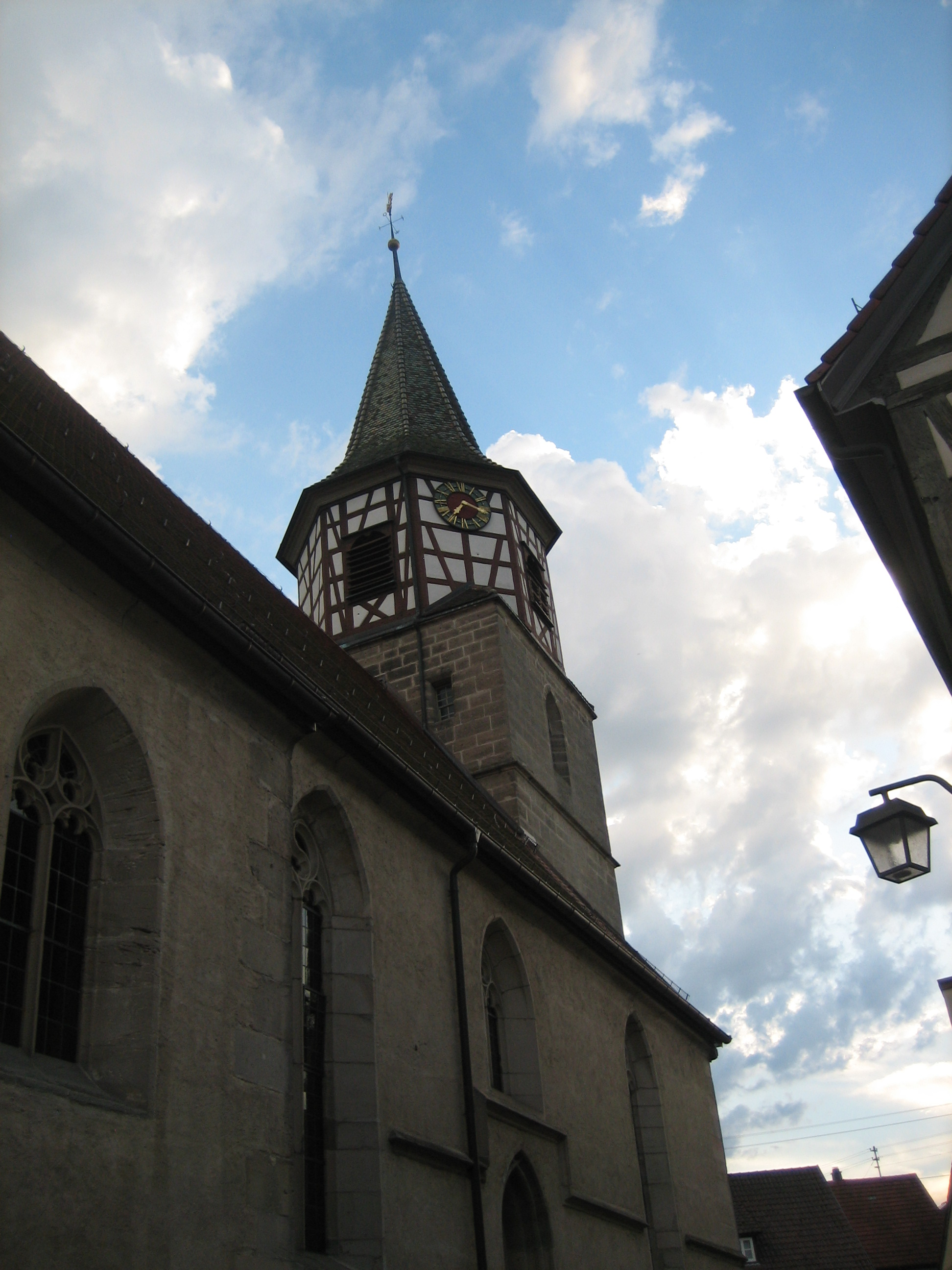
オッペルスボームの福音主義

### 宗教
宗教改革以後、現在のベルグレンの町域は、福音主義＝ルター派が大勢を占めていた。オッペルスボームとヘスリンスヴァルトには福音主義教会があるが、地区内の一部小集落はブオホの教会に属している。少数のカトリック信者は、ヴィネンデンの教会に属している。これら2大教会の他に、福音主義洗礼派教会連盟の福音主義自由教会やシュタイナハには新使徒派教会がある。

## 行政

### 首長
- 1972年 - 1996年: ゲルハルト・シュナーベル、町村合併以前は1964年からフォルダーヴァイスブーフとオッペルスボームの町長を務めていた。
- 1996年 - 2012年: ヴォルフガング・シレ
- 2012年9月13日以後: マクシミリアン・フリードリヒ

### 町議会
町議会は、選挙で選出された20人の名誉職の議員と議長を務める町長で構成されている。町長は町議会において投票権を有している。

### 紋章
図柄: 金地。緑の三峰の山の上に、9枚の葉をつけた緑の桜の木。それぞれの葉は町を構成する地区を象徴している。

### 姉妹自治体
- クレギス（ドイツ、ザクセン州、ケプシュッツタール（ドイツ語版、英語版）の一部）1993年10月3日
- ガシュルン（ドイツ語版、英語版）（オーストリア、フォアアールベルク州）2016年8月[8]

## 経済と社会資本

### 教育
ベルグレンには基礎課程学校ナハバールシャフツシューレ「イン・デン・ベルグレン」がある。この学校はシュタイナハに分校を有している。上級の学校は近隣市町村の学校に進学する。幼児については、町立幼稚園が5園あり、さらに民間の「森の幼稚園」もある。

## 文化と見所

### 博物館
オッペルスボーム地区には郷土博物館がある。

### 年中行事
- エルレンホーフでは、1992年に設立されたベルグレスボント郷土協会が主催するリヒトフェストが毎年開催される。
- ヘスリンスヴァルトでは、地元のクラブによるシュトラーセンフェスト（街道祭）が開催される。
- ビルケンヴァイスバッハでは第3アドヴェント前の土曜日にクリスマスマーケットが開かれる。
- ビルケンヴァイスバッハでは毎年おおむねヴァイスブーフ音楽協会が主催するリンデンフェスト（セイヨウハンノキ祭）が開催される。
- ヘスリンスヴァルトのエーゼルレネン（バイクレース）は毎年聖霊降臨節の日曜日に KTSV ヘスリンスヴァルトの主催で開催されている。
- オッペルスボームのベルグレス＝ホックは、2年ごとに開催される、地元クラブ、組織、企業総出の村祭である。

## 人物

### 出身者
- ハンゼル・ミート（ドイツ語版、英語版）（1909年 - 1998年）報道写真家

### ゆかりの人物
- マンフレッド・ヴィンケルホック（1951年 - 1985年）レーシングドライバー。亡くなるまでこの街に住んでいた。